# Пахтури
Пахтури (на гръцки: Παχτούρι), а до февруари 1963 г. носи старото си име Лабрино (на гръцки: Λαμπρινό), е село в дем Пили.
Селото е голямо и арматолско по времето на Османска Тесалия. В центъра на селото се издига голяма църква посветена на Свети Николай. Намира се на 76 км от град Трикала, на 58 km от Пили и на 98 km от Арта, в полите на Дзумерка.
На 1 май 1967 г. около 9 часа сутринта земетресение разрушава голяма част от старите къщи в селото, заедно с църквата „Свети Георги“. Те са възстановени наново и на съседно място.